# Chapelle Saint-Roch (Saint-Dié-des-Vosges)
Pour les articles homonymes, voir Chapelle Saint-Roch.
La chapelle Saint-Roch de Saint-Dié-des-Vosges est une chapelle catholique située sur le territoire de la commune de Saint-Dié-des-Vosges, dans le département des Vosges, en France.

## Situation
L'ancienne chapelle Saint-Roch est située 14 rue Claude Bassot dans le quartier Saint-Roch, au flanc méridional de l'Ortimont.

## Histoire
Pour donner un lieu convenable aux pestiférés à proximité de la ville, Vautrin Lud, le chanoine et maître de la confrérie Saint-Sébastien, fait agrandir vers 1500 une ferme attenante à une vieille chapelle Saint-Roch, autrefois sainte Roche au milieu des vignes de l’Ortimont. Cette chapelle permettait depuis le XIIe siècle d’accueillir les chrétiens de la communauté de Robache. Elle abrite aujourd'hui un retable de l’Assomption. Cette œuvre du peintre vosgien Claude Bassot et datée de 1625 a permis la sauvegarde de l’ensemble menacé de destruction qui peut être visité gratuitement après la messe de la saint Roch.

## Description
Une nef rectangulaire voûtée en croisée d'ogives conduit au chœur hexagonal. Le blason du chapitre est porté par la clé de voûte « d'or à bande d'azur chargée de 3 roses de gueules ».
La chapelle comporte un retable en bois polychrome peint en 1625 par Claude Bassot (un peintre renommé en son temps), sur la demande du chanoine Claude Voirin. La date 1512 est gravée sur le linteau de la porte.

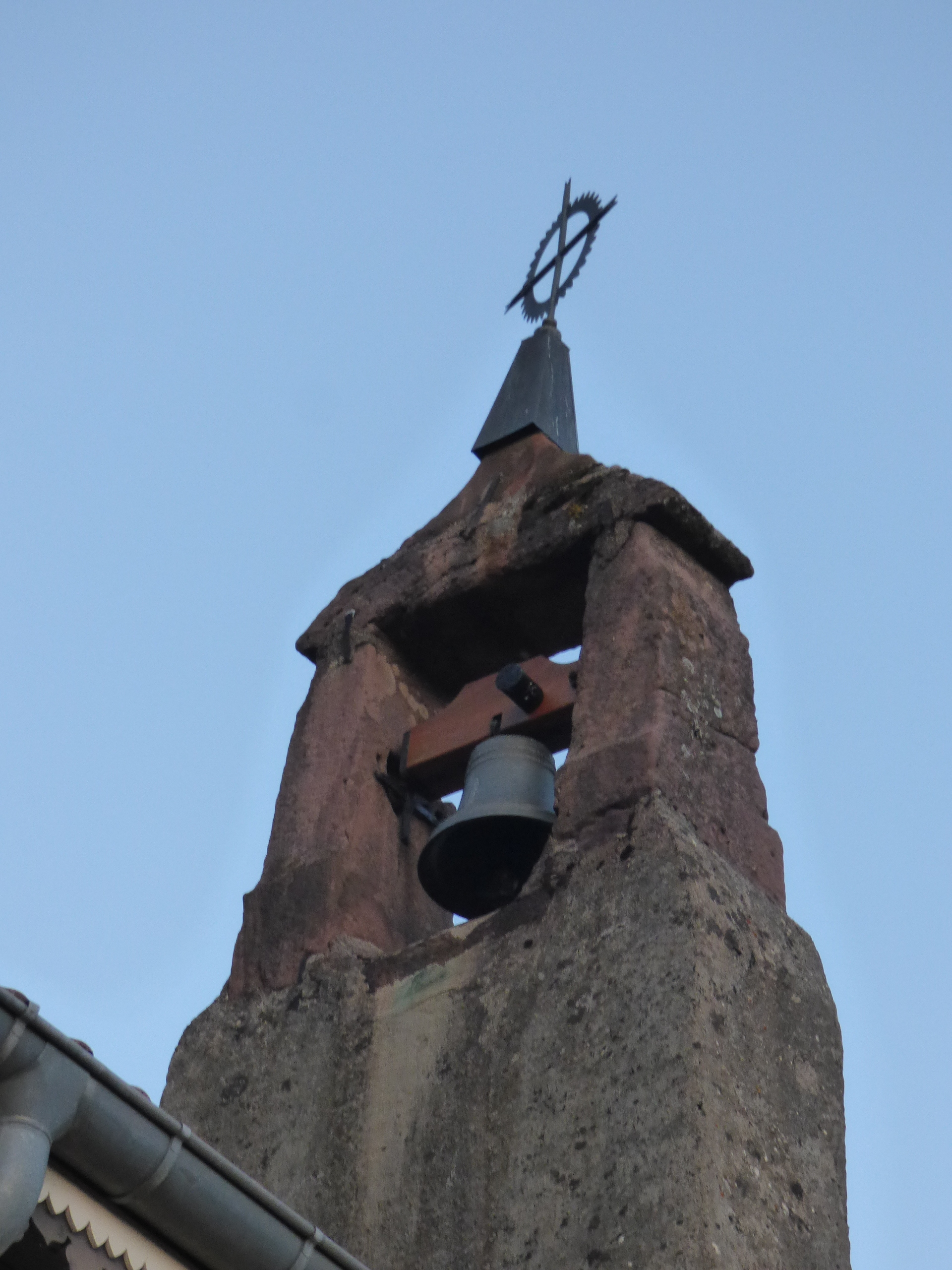
Ancienne chapelle Saint-Roch, le clocher
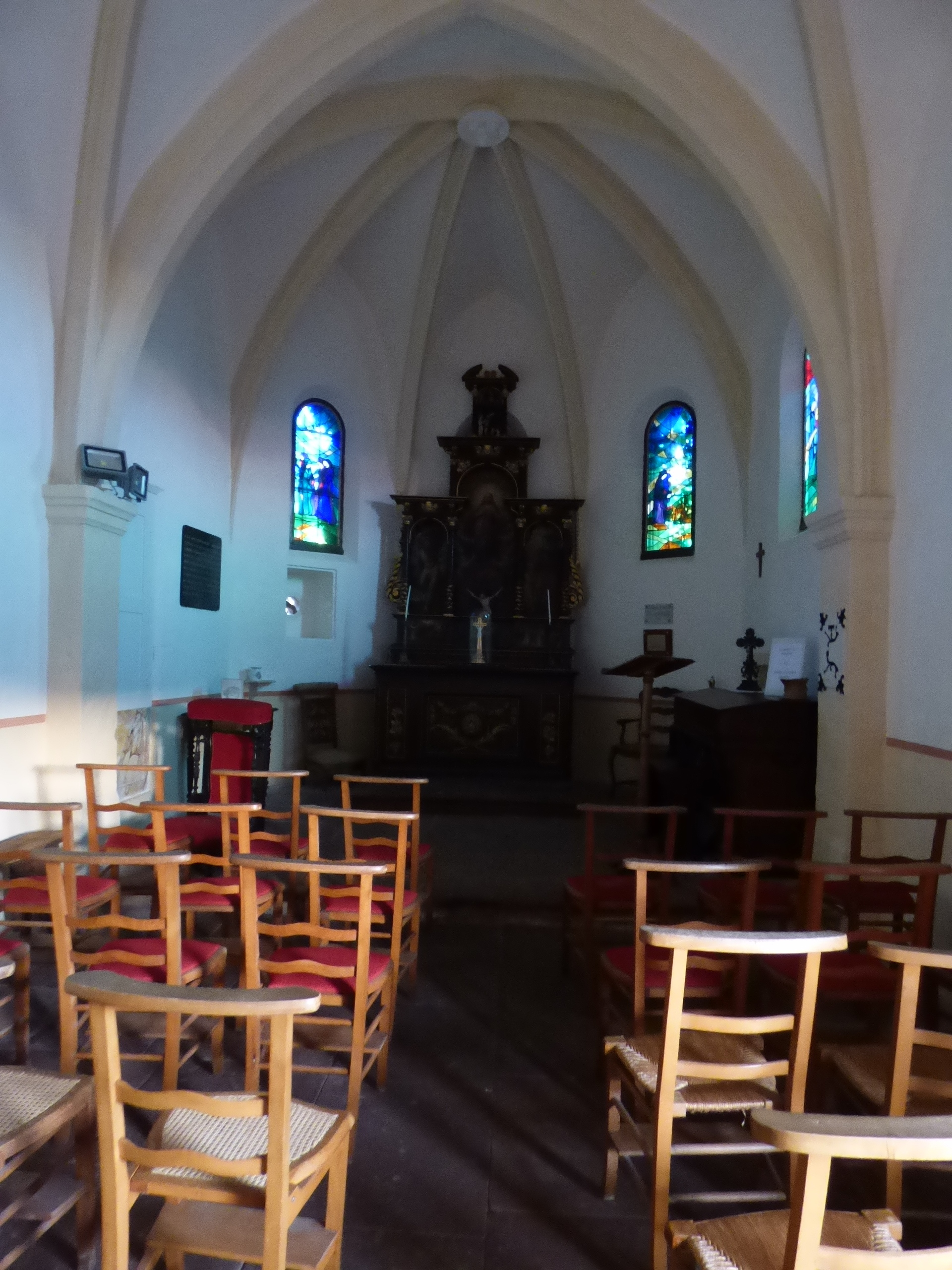
Ancienne chapelle Saint-Roch, intérieur
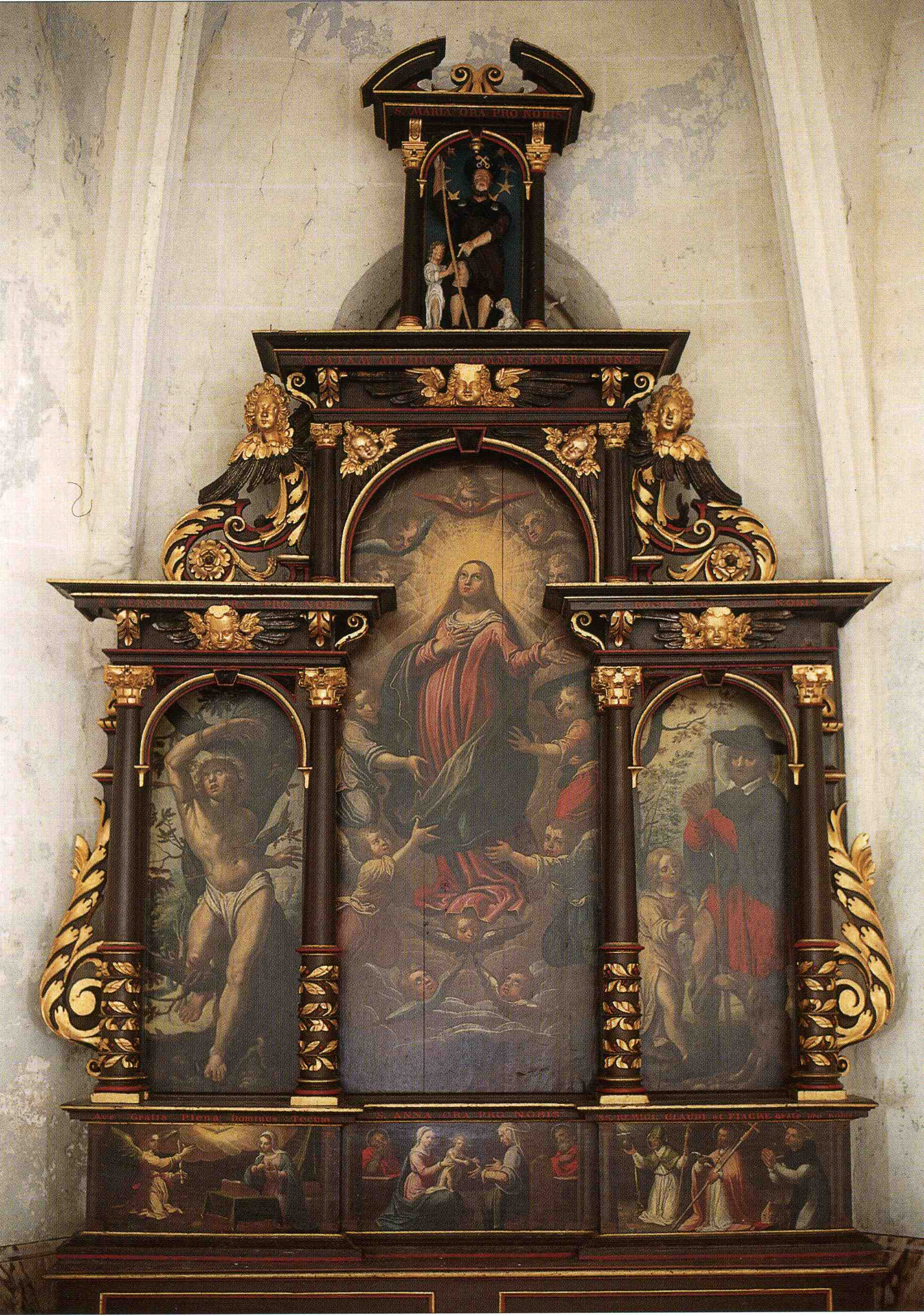
Retable en bois polychrome de Claude Bassot.
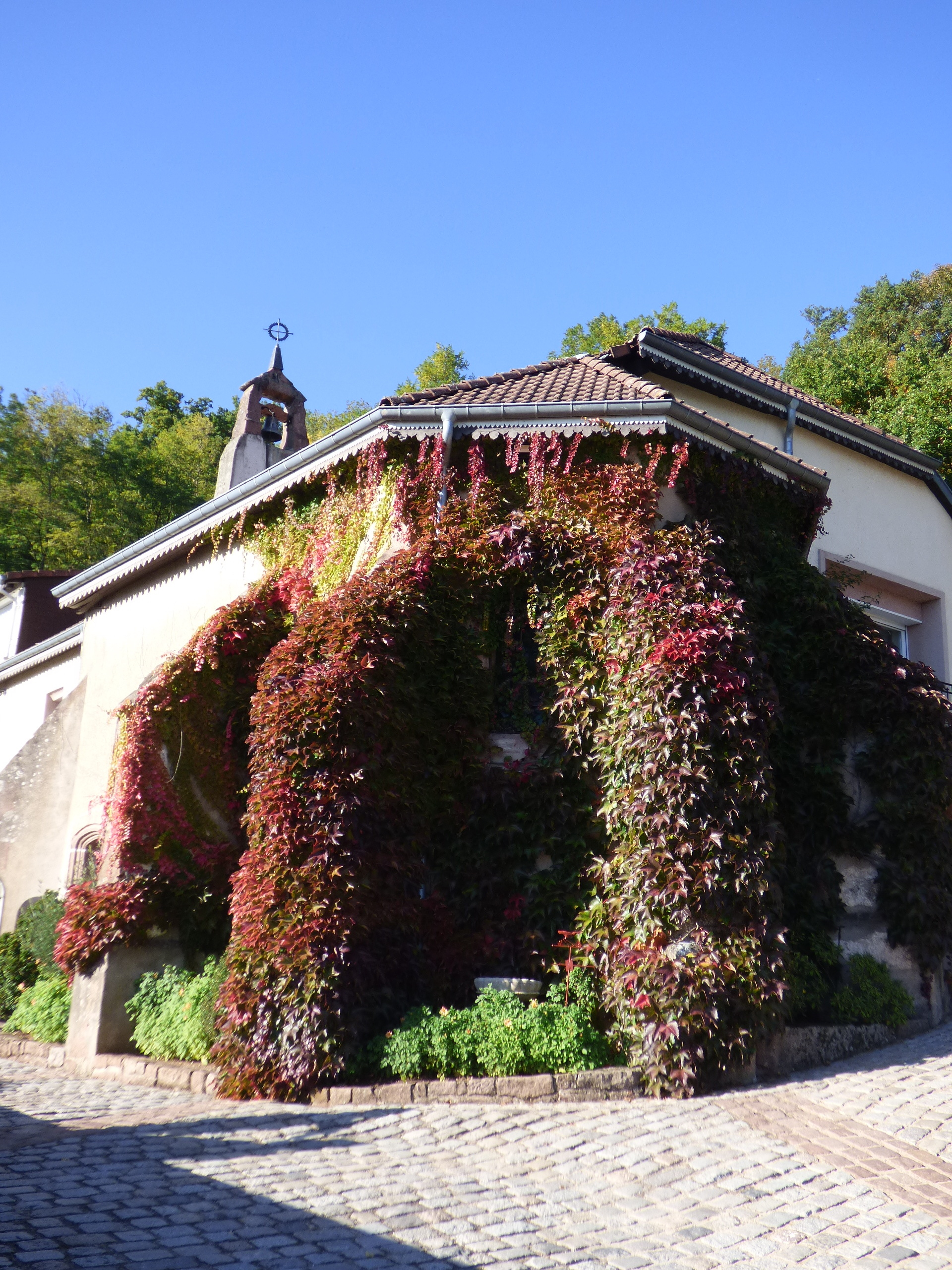
Ancienne chapelle Saint-Roch, l'arrière

## Valorisation du patrimoine
L'association des Amis de la Chapelle Saint-Roch valorise et entretient le monument, de nombreux concerts et animations y ont lieu.